# Маттео Чампі
Маттео Чампі (італ. Matteo Ciampi, 3 листопада 1996) — італійський плавець.
Учасник Олімпійських Ігор 2020 року.
Призер Чемпіонату Європи з водних видів спорту 2018, 2020 років.
.